# Política de Tonga
Tonga, oficialmente Reino de Tonga (en tongano: Pule'anga Fakatu'i 'o Tonga; en inglés: Kingdom of Tonga), es un país de Oceanía, integrado dentro de la Polinesia y constituido como una monarquía constitucional.

## Gobierno y política
Tonga es la última monarquía del Pacífico. El rey actual, Tupou VI, remonta su árbol genealógico a cinco generaciones de monarcas. Nacido el 12 de julio de 1959, mantiene el control del gobierno desde la muerte de su hermano Siaosi Tupou V, el 18 de marzo de 2012.
A mediados de 2003 el gobierno pasó una enmienda radical constitucional a tonganizar la prensa, por licencias y la libertad restrictiva de la prensa, para proteger la imagen de la monarquía. La enmienda fue defendida por el gobierno y por monarquistas sobre la base de valores tradicionales y culturales. Los criterios de licenciación incluyen la propiedad del 80% por habitantes que viven en el país.
El rey elige a los jueces de la Suprema Corte, y hasta la creación del Partido Demócrata Popular en el año 1994 en el país no existían los partidos políticos. Actualmente existen otros dos partidos: el Movimiento por los Derechos Humanos y la Democracia y el Partido para la Construcción de la Nación Sustentable. Sin embargo, durante las elecciones de abril de 2008, más del 54% de los votos fueron para candidatos independientes. El MDHD consiguió el 28%, seguido del PPD con el 14% y el PLT con un 4%.

### Poder ejecutivo

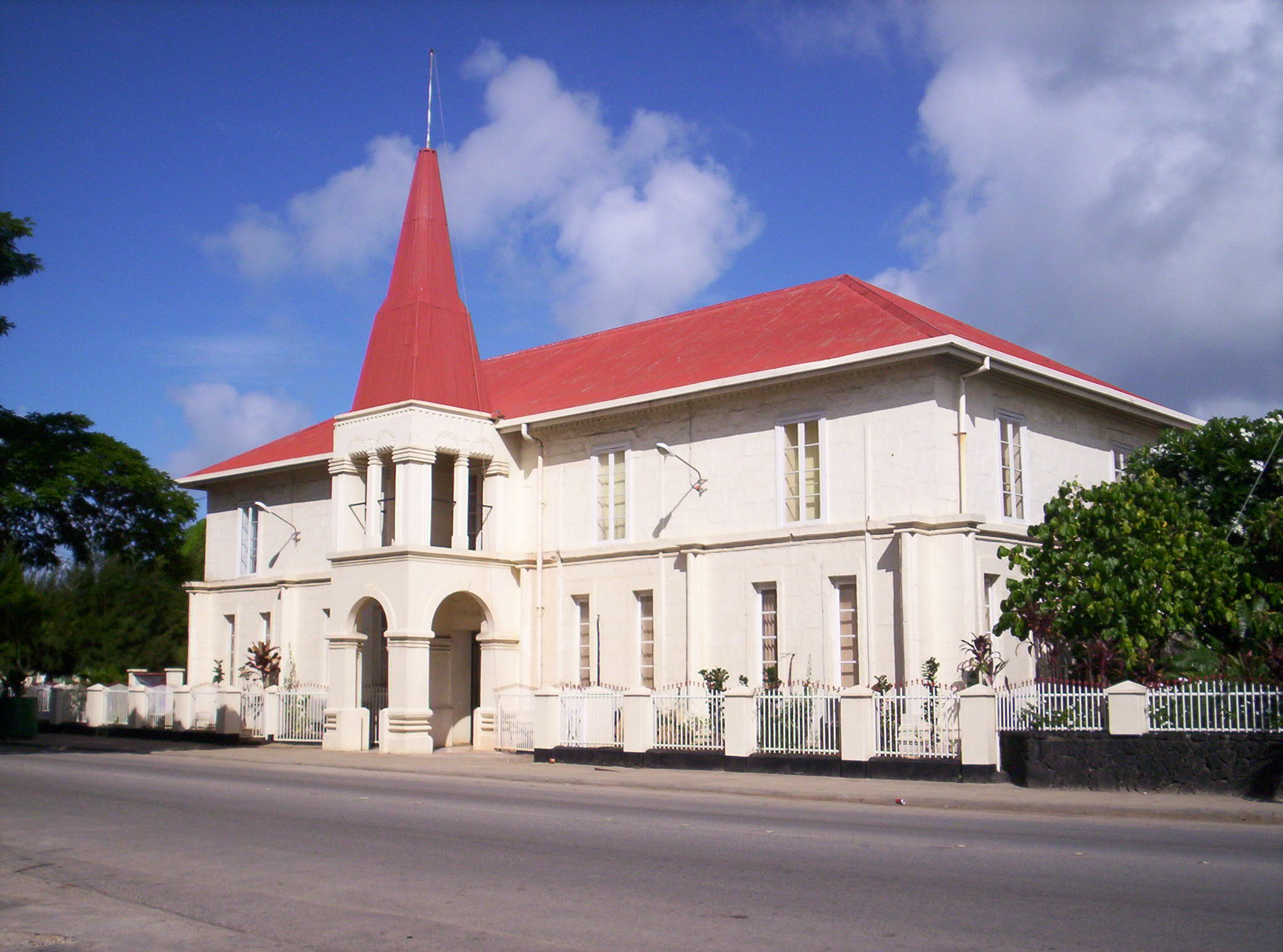
Sede de la Asamblea Legislativa, Nukualofa

El poder ejecutivo incluye al primer ministro y al Gabinete, que se convierte en el Consejo Privado cuando es presidido por el monarca. En intervalos entre sesiones legislativas, el Consejo Privado hace ordenanzas, que se convierten en ley si son confirmadas por la legislatura. 

### Poder legislativo
El poder legislativo es ejercido por la Asamblea Legislativa que se compone de 26 miembros en los que 17 son elegidos por el pueblo para un mandato de 5 años. Los 9 miembros restantes son elegidos por la nobleza.

### Poder judicial

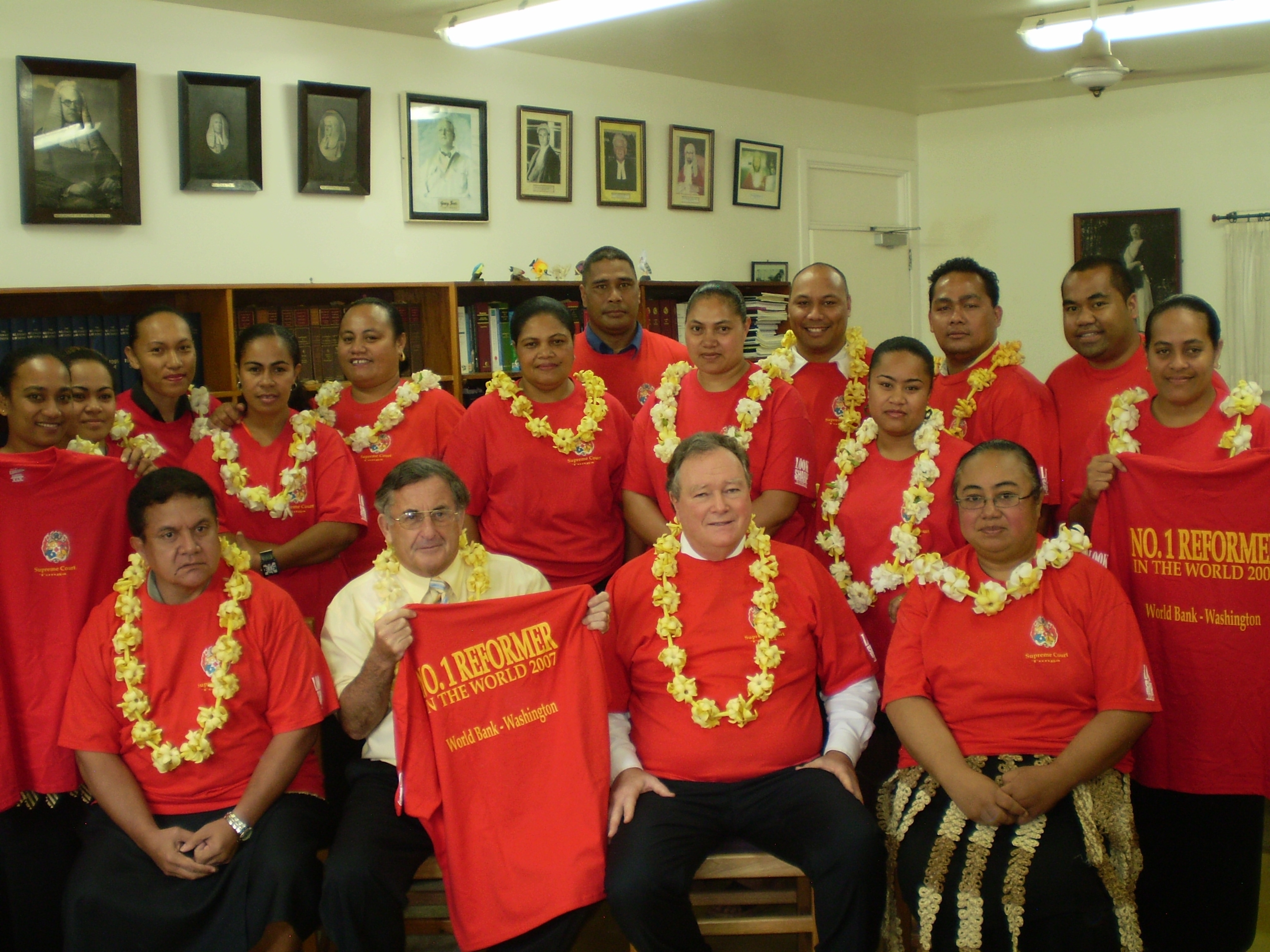
Corte Suprema de Tonga en 2007

El sistema judicial de Tonga está formado por la Corte de Apelaciones, la Corte Suprema, el Tribunal de Magistrados y el Tribunal de Tierras. Los jueces son nombrados por el monarca.

## Partidos políticos
A continuación una lista de los partidos políticos de Tonga: 
- Movimiento de Derechos Humanos y Democracia (del inglés: Human Rights and Democracy Movement),
- Partido Democrático de las Islas Amigas (en tongano: aati Temokalati 'a e 'Otu Motu 'Anga'ofa)
- Partido para la Construcción de la Nación Sustentable (en tongano: Paati Langafonua Tu'uloa)
- Partido Demócrata Popular
- Partido Nacional Pupular
- Partido Laborista Democrático Tongano
- Partido Popular (en tongano: Paati 'a e Kakai ʻo Tonga)

El Movimiento por Derechos Humanos y la Democracia es el partido más grande del país y fue fundado en 1970, y registrado bajo su nombre actual en 2002. El Partido Demócrata Popular fue creado el 8 de abril de 2005, como resultado da su separación del Movimiento de Derechos Humanos y Democracia, y oficialmente registrado el 1 de julio de 2005. El partido más joven del país, el Partido de Construcción del Estado Sustentable, fue fundado el 4 de agosto de 2007 en Auckland, Nueva Zelanda.

## División administrativa

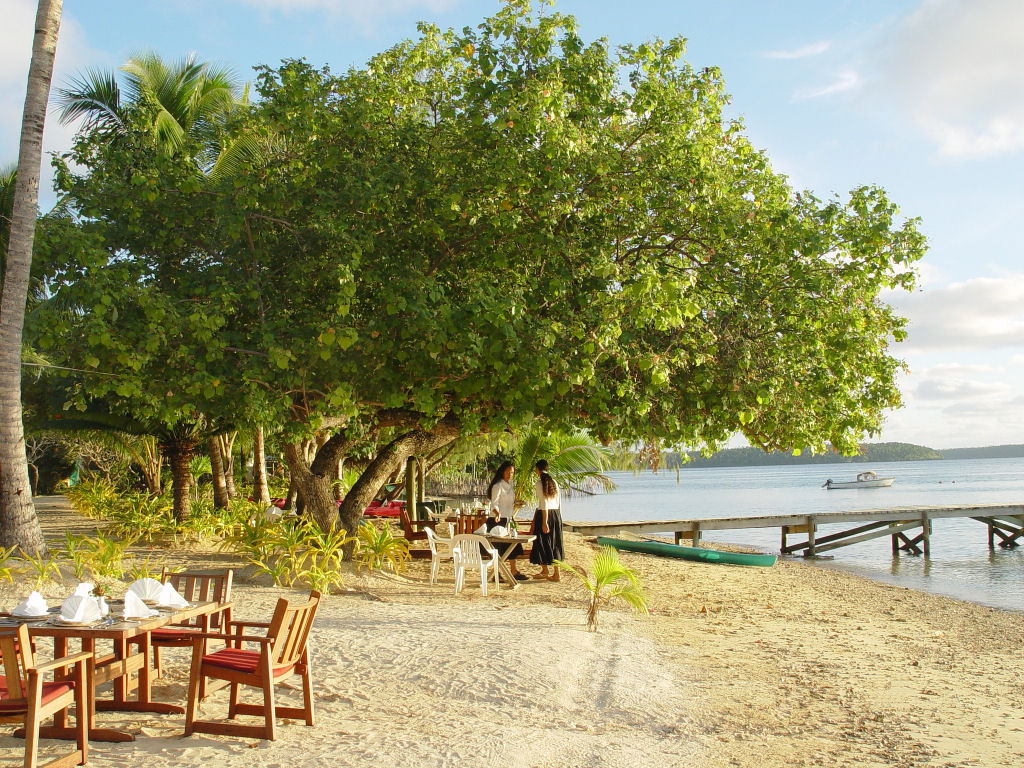
Playa en Vava'u.

El reino de Tonga está dividido en cinco distritos administrativos: Vava'u, Niuas, Tongatapu, Ha'apai y ʻEua, que a su vez se dividen en islas, islotes, ciudades y aldeas.
| Distrito  | Área (km²) | Población | Ciudad sede |
| --------- | ---------- | --------- | ----------- |
| ʻEua      | 87         | 5 165     | 'Ohonua     |
| Ha'apai   | 110        | 7 572     | Pangai      |
| Niuas     | 72         | 1 652     | Hihifo      |
| Tongatapu | 261        | 71 260    | Nukualofa   |
| Vava'u    | 119        | 15 485    | Neiafu      |

## Organización político-administrativa

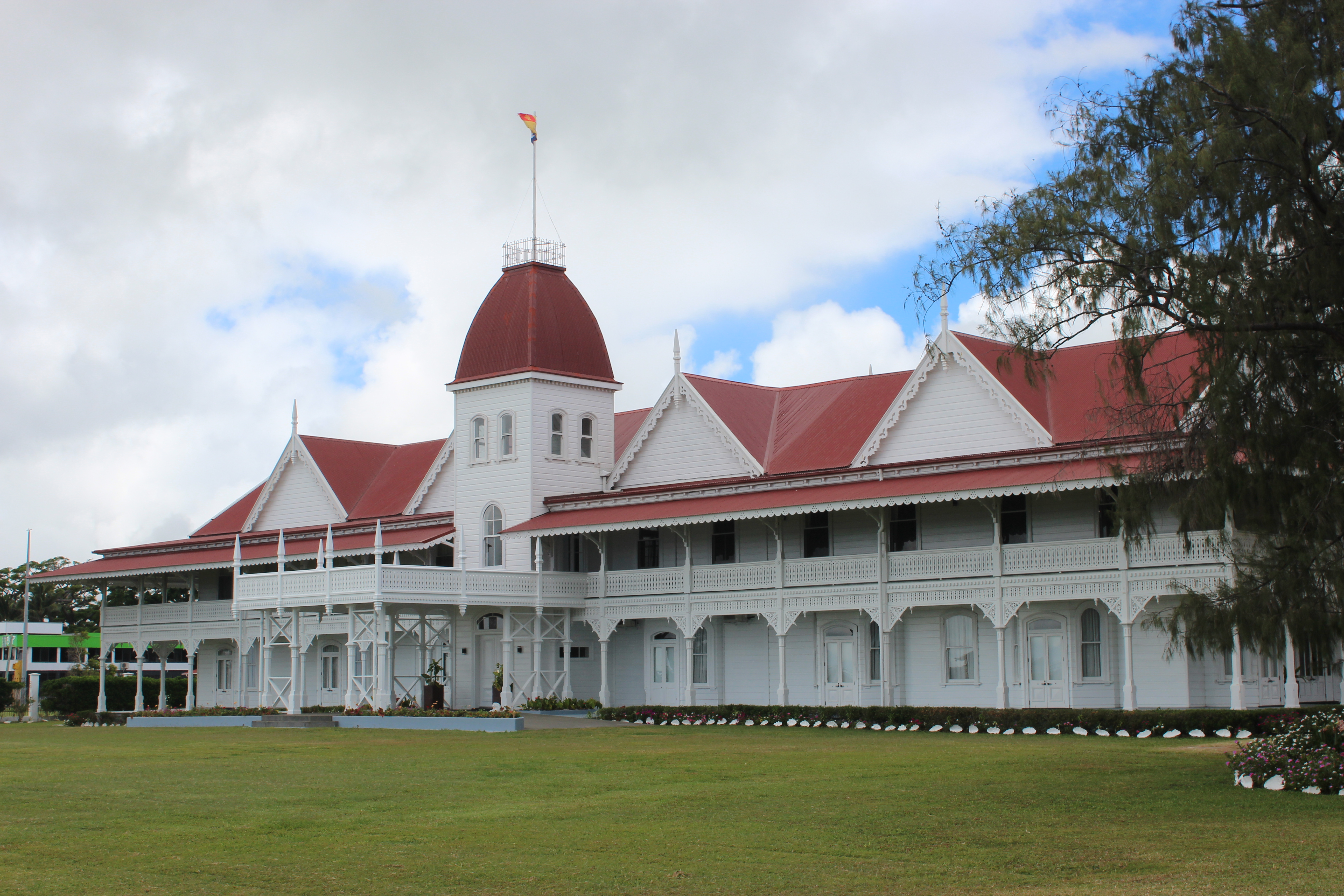
Palacio Real, Nukualofa.

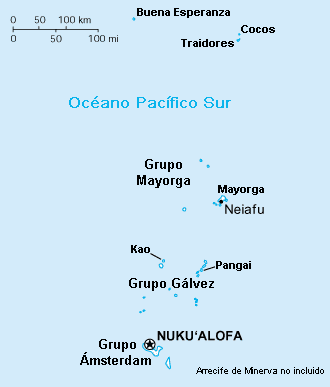
Mapa de Tonga.

Aunque geográficamente está compuesto por 169 islas (36 de ellas deshabitadas) el Reino de Tonga las divide políticamente en tres grupos de islas:
- Grupo Tongatapu:
  - 'Eua
  - 'Ata
  - Tongatapu
  - Arrecifes Minerva

- Grupo Ha'apai:
  - Kao
  - Lifuka
  - Kotu
  - Nomuka
  - Tofua
  - Fonuafoʻou

- Grupo Vava'u:
  - Hunga
  - Kapa
  - Pangaimotu
  - ʻUtungake
  - Fonualei
  - Late
  - Vava'u
  - Toku
  - Lateiki

Existe un cuarto archipiélago septentrional muy alejado, y administrado directamente desde Nukualofa, capital de la isla de Tongatapu:
- Grupo Niuas:
  - Niuafo'ou
  - Tafahi
  - Niuatoputapu

Además, también dependen del reino de Tonga los arrecifes de Minerva, que geográficamente están en las islas Fiyi. Son dos anillos coralinos que solo son visibles con marea baja.
La mayor parte de las islas son coralinas, pero hay algunas de origen volcánico. Lateiki (Metis Shoal) y Fonuafo'ou son dos volcanes sumergidos que, desde el siglo XIX, han emergido en varias ocasiones.
La capital del país es Nukualofa, donde se concentra el gobierno y reside el monarca.